# عنصول
عُنْصول أو جَوْثَن المروج (الاسم العلمي: Hyacinthoides)، جنس نباتات مُزهرة من فصيلة الهليونية. وتعرف أنواعها باسم الأجراس الزرقاء. أعطانها في منطقة البحر المتوسط، وهناك نوع واحد يوجد في الجزر البريطانية.